# Death/doom metal
Death/doom er fusionsgenre mellem doom og dødsmetal. Den er typisk karakteriseret ved kombinationen af det langsomme tempo og tungsindige humør fra doom metal med den growlende vokalstil og dobbeltspark trommeteknik fra dødsmetal. Genren har sin rødder tilbage til slutningen af 1980'erne og fik en del popularitet i 1990'erne, men har siden været mindre almindeligt efter 2000. Death/doom metal sørgede også for opstanden af den nært beslægtede genre funeral doom.

## Eksempler på death/doom metal bands
- Amorphis (kun The Karelian Isthmus og  Tales from the Thousand Lakes)
- Anathema (Indtil albummet Eternity)
- Asphyx
- Autopsy
- Beyond Dawn
- Celestial Season (kun Forever Scarlet Passion og Solar Lovers)
- diSEMBOWELMENT
- Esoteric
- The Gathering (kun Always...)
- Morgion
- My Dying Bride
- Novembers Doom  (Indtil The Pale Haunt Departure)
- Paradise Lost  (Indtil Shades of God)
- Saturnus
- Sentenced (Indtil Down)
- Unholy
- Winter